# Polska Liga Futbolu Amerykańskiego 2009
Polska Liga Futbolu Amerykańskiego w sezonie 2009 – czwarta edycja rozgrywek ligowych futbolu amerykańskiego w Polsce (najwyższa w hierarchii klasa rozgrywek ligowych w tej dyscyplinie sportu). Jej triumfator otrzyma tytuł Mistrza Polski. Do rywalizacji przystąpiło 8 drużyn. Rozgrywki toczone są systemem "wiosna-jesień". W sezonie zasadniczym drużyny rozegrają po jednym meczu systemem "każdy z każdym"(bez rewanżów). Zespoły z miejsc 1-4 awansują do fazy playoff, zespół z 8. miejsca powalczy o pozostanie w PLFA I w barażu z wicemistrzem PLFA II, zaś ekipa, która zajmie 7. miejsce zagra baraż o pozostanie w lidze z trzecim zespołem PLFA II. Z tych zmian wynika, że od 2010 PLFA I zostanie powiększona do 9 zespołów. Organizatorem i zarządcą rozgrywek PLFA jest Polski Związek Futbolu Amerykańskiego. Inauguracja ligi odbyła się 5 kwietnia, kiedy to zmierzyły się ze sobą drużyny Seahawks i Eagles.

## Drużyny zgłoszone do sezonu 2009
1. Warsaw Eagles (mistrz 2008)
2. Pomorze Seahawks (wicemistrz 2008)
3. The Crew Wrocław
4. Devils Wrocław
5. Husaria Gryfino
6. Silesia Miners
7. Kozły Poznań (zwycięzca w barażach z Torpedami Łódź)
8. Białystok Lowlanders (beniaminek)

## Sezon regularny

### Tabela fazy zasadniczej
| Lp. | Zespół                  | Ls | Zw | Por | Pzd | Pst | +/-  | Pkt | %Zw   |
| --- | ----------------------- | -- | -- | --- | --- | --- | ---- | --- | ----- |
| 1*  | The Crew Wrocław        | 7  | 6  | 1   | 236 | 31  | 205  | 12  | 0,857 |
| 2*  | AZS Silesia Miners      | 7  | 5  | 2   | 177 | 91  | 86   | 10  | 0,714 |
| 3*  | RMF Maxxx Warsaw Eagles | 7  | 4  | 3   | 160 | 90  | 70   | 8   | 0,571 |
| 4*  | Kozły Poznań            | 7  | 4  | 3   | 88  | 155 | -67  | 8   | 0,571 |
| 5   | Pomorze Seahawks        | 7  | 3  | 4   | 88  | 106 | -18  | 6   | 0,429 |
| 6   | Husaria Gryfino         | 7  | 3  | 4   | 114 | 142 | -28  | 6   | 0,429 |
| 7   | Devils Wrocław          | 7  | 3  | 4   | 111 | 172 | -61  | 6   | 0,429 |
| 8   | Lowlanders Białystok    | 7  | 0  | 7   | 36  | 223 | -187 | 0   | 0,000 |

Legenda: * - awans do playoff, Ls - liczba spotkań, Zw - zwycięstwa, Por - porażki, Pzd - punkty zdobyte, Pst - punkty stracone, +/- - bilans małych punktów, Pkt - bilans dużych punktów, %Zw - procent zwycięstw

## Faza play-off

### Półfinały
3 X  The Crew Wrocław (28) - Kozły Poznań (8)

4 X  Warsaw Eagles (26) - Silesia Miners (31)

### Finał (Polish Bowl IV)
17 X The Crew Wrocław (7) - Silesia Miners (18)

### Baraże oPLFA 2010
7.XI  Sioux Kraków Tigers (30) (PLFA II) - Białystok Lowlanders (14)

8.XI  Devils Wrocław (28) - Torpedy Łódź (0) (PLFA II)

## Mistrz
1. Silesia Miners
2. The Crew Wrocław
3. Kozły Poznań, Warsaw Eagles

## Nagrody indywidualne
- Najlepszy zawodnik sezonu (MVP) – Jakub Płaczek (The Crew)
- Najlepszy zawodnik defensywy – Bartosz Kalejta (Husaria)
- Najlepszy zawodnik ofensywy – Jakub Płaczek (The Crew)
- Najlepszy rozgrywający – Bartłomiej Jaguszewski (Silesia)
- Najlepszy skrzydłowy – Zbigniew Szrejber (Silesia)
- Najlepszy running back – Jakub Płaczek (The Crew)
- Najlepsza linia ofensywna - The Crew
- Najlepszy liniowy defensywny - Bartosz Kalejta (Husaria)
- Najlepszy linebacker – Paweł Krzywdziak (Silesia)
- Najlepszy defensive back – Tomasz Żukowski (Lowlanders)
- Najlepszy kicker – Krzysztof Wis (Devils)
- Najlepszy punter – Maciej Suchanowski (Seahawks)
- Najlepszy returner – Paweł Miziński (Husaria)
- Najlepszy pierwszoroczniak ofensywy – Daniel Krawiec (Eagles)
- Najlepszy pierwszoroczniak defensywy – Jakub Malecki (Seahawks)